# 周世逑
周世逑（1913年—1997年6月21日），男，浙江德清人，中国政治学家、行政管理学家，曾任中国政治学会副会长。